# IEEE 802.11y-2008
IEEE 802.11y-2008 또는 IEEE 802.11y는 미국의  3650~3700 MHz 대역에서 공동 우선 원칙(co-primary)에 따라 운영하는 고출력 데이터 전송 장비를 작동시키기 위한 IEEE 802.11-2007 표준의 수정판이다. 2008년 9월 26에 IEEE가 공식적으로 승인하였다.